# Bill Kunkel
Pour les articles homonymes, voir Kunkel.
Bill Kunkel, né le 21 juillet 1950 et décédé le 4 septembre 2011, est le rédacteur en chef du magazine Electronic Games dans les années 1980, puis celui de Tips & Tricks de janvier  à août 2007. Il utilise le pseudonyme The Game Doctor dans plusieurs magazines et sites en ligne.

## Biographie
Kunkel commence sa carrière avec son ami Arnie Katz dans les colonnes de la section Arcade Valley du magazine Video, en 1978. Cette colonne présente tous les mois des nouveautés dans le monde du jeu vidéo, aussi bien matériel que les jeux eux-mêmes. Ces publications attirera de plus en plus de lecteurs, grâce à la démocratisation des consoles de jeu dans les salons américains.
Devant ce succès, Kunkel et Katz décident de s'allier avec Joyce Worley pour créer un nouveau magazine mensuel, Electronic Games. Kunkel prend le poste de rédacteur en chef du magazine, qui attirera jusqu'à 250 000 lecteurs à son apogée.
Au milieu des années 1980 il fonde Subway Software, studio de jeu vidéo, pour lequel il est game designer.
Dans les années 1980 et 1990, il est entendu comme expert par la justice américaine dans trois affaires de copyright de jeu vidéo :
- Atari, Inc. v. North American Philips Consumer Electronics Corp. (1982) dans laquelle il témoigne que Munchkin! est un jeu différent de Pac-Man d'Atari, suggérant qu'il n'y a pas eu d'infraction aux droits d'auteur de la part de NAP.
- Lewis Galoob Toys, Inc. v. Nintendo of America, Inc. (1991) où il apporte des estimations chiffrées des dommages causés à Galoob par Nintendo en ayant fait interdire la vente du Game Genie pendant la période des achats de Noël 1990.
- Capcom U.S.A., Inc. v. Data East Corp. (1994) dans laquelle il atteste que Fighter's History est significativement différent de Street Fighter II de Capcom, suggérant qu'il n'y a pas eu de plagiat de la part de Data East.

En 2005, il publie Confessions of the Game Doctor, un livre à propos des premières années de l'industrie du jeu vidéo.
Il est également dessinateur et auteur de bandes dessinées.
Il décède le 4 septembre 2011 d'une attaque cardiaque, chez lui à White Lake dans le Michigan,.